# Catharina Belgica av Oranien
Catharina Belgica av Oranien, född 31 juli 1578, död 12 april 1648, var en nederländsk adelskvinna. Hon var regent som förmyndare för sin son Filips Maurits mellan 1612 och 1626.

## Biografi
Catharina Belgica var en av sex döttrar till furst Vilhelm I av Oranien och hans tredje maka Charlotte de Bourbon-Montpensier. Alla sex systrar fick namn efter en av Nederländernas provinser. Hennes mor avled 1582 och hennes far 1584, och hon uppfostrades sedan av sin styvmor Louise de Coligny i Haag på den nederländska regeringens bekostnad.
Catharina Belgica gifte sig 1596 med greve Philipp Ludwig II av Hanau-Münzenberg. Paret gjorde Hanau till ett centrum för landsflyktiga protestanter och tog till exempel emot hennes svåger Bouillon då han tvingades fly Frankrike 1603.
Vid makens död 1612 blev hon regent som förmyndare för sin son Filips Maurits. Hon beskrivs som handlingskraftig, beslutsam och modig och hängiven kalvinist. Hon garanterade religionsfrihet och medborgerliga rättigheter för protestantiska flyktingar i Hanau och försökte stödja dem ekonomiskt. Hon försvarade staten från kurfursten i Mainz och försatte Hanau i försvarstillstånd inför trettioåriga krigets utbrott 1618. Inför kejsarkröningen i Frankfurt 1618 vägrade hon kejsaren tillträde till Hanau. 1622 ockuperades Hanau av kejserliga trupper och Catharina flydde med sina barn till Haag.
Catharina Belgicas mandat som regent upphörde när sonen blev myndig 1626. Det var emellertid hon som förhandlade med Gustav II Adolf när Hanau befriades av svenska trupper i november 1631, och lyckades säkra staten åt sin son. Hon behöll sedan Hanaus allians med Sverige, stödd av sin dotter Amalia Elisabet, Hessen-Kassels regent.